# Logan, New Mexico
Logan är en ort i Quay County i delstaten New Mexico, USA.